# 霍巴特市

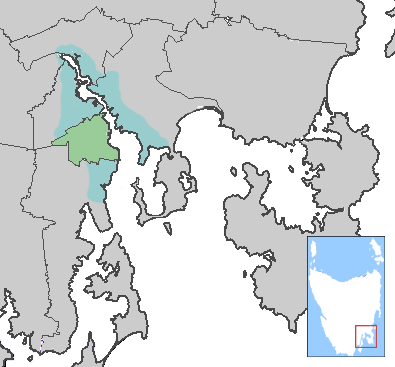
大霍巴特都会区(青色)与霍巴特市(绿色)

霍巴特市是澳大利亚塔斯马尼亚州的一个地方政府区，位于塔斯马尼亚岛西南部，是霍巴特都会区的组成部分之一。总面积76.2 km² (29.4 sq mi)，总人口48,794。该市是塔斯马尼亚州政府所在地。该市居民主要从事健康与社区服务、零售业等。友好城市有日本烧津市等。